# Caloplaca trachyphylla
Caloplaca trachyphylla (пустињски огњиште лишајеви) је наранџасти крастасти лишај који расте на стенама у Европи, Северној Америци и северном делу Азије. Крстасти режњеви су издужени. Разликује се од врсте Caloplaca saxicola по томе што Caloplaca trachyphylla има шири талус и и има режњеве са ситним брадавицама.